# Pobre novio (Perú)

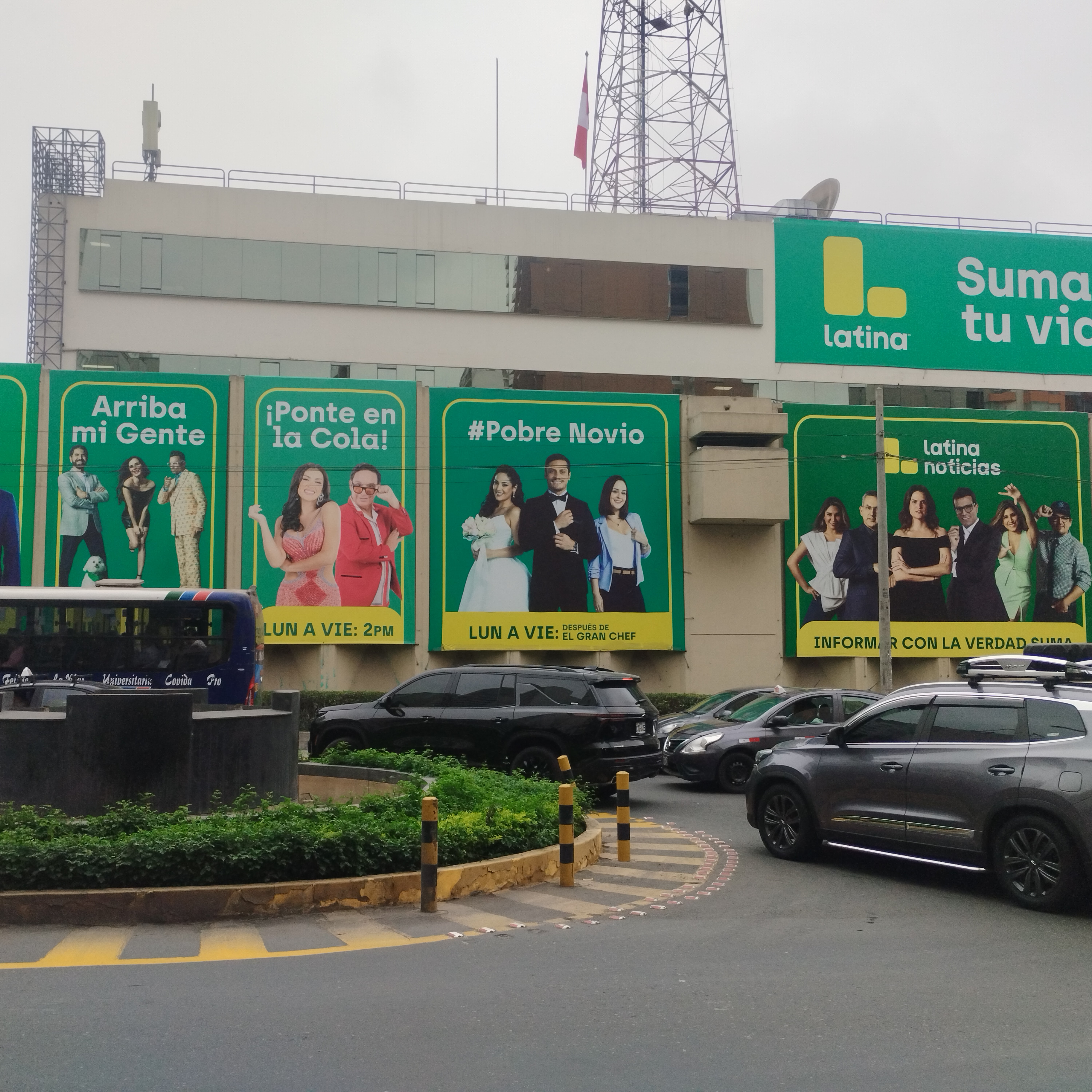
Afiche promocional de Pobre Novio en el edificio de Latina Televisión.

Pobre novio (originalmente como #PobreNovio) es una telenovela de comedia romántica peruana, producida por Chasqui Producciones para la cadena Latina Televisión y con la colaboración de Mega. 
Es la adaptación de la telenovela del mismo nombre, estrenada en 2021, y a la vez, es la tercera y última adaptación peruana de las telenovelas chilenas originales en la dicha productora.
El elenco está conformado por Nico Ponce y Priscila Espinoza en los roles protagónicos; con Joaquín de Orbegoso, Andrea Luna y Javier Valdés en los roles antagónicos; y con Manuel Gold, Bruno Odar, Urpi Gibbons, Laly Goyzueta, Alejandro Tagle, Rodrigo López, Érika «Keki» Rojas, Flor Castillo, Camila Ferrer, Daniela Granda, Adriana Salas y Almudena García en los repartos estelares.
La telenovela fue anunciada el 18 de septiembre de ese año para suceder a la otra adaptación del mismo canal Pituca sin lucas. En octubre de ese año se estrenó el avance oficial.
Fue estrenada el 2 de diciembre de ese año, concidiendo con el estreno de la otra telenovela peruana Nina de azúcar de la cadena América Televisión.
Se escogió a la canción «Canción bonita», interpretado por los cantantes Ricky Martin y Carlos Vives como el tema principal de la ficción.
El proyecto se grabó durante mediados de 2024 y de terminó a inicios de 2025, en las ciudades de Lima y Callao, a través de 10 localidades, y en el formato de la cámara resolución 8K, en alta definición.
El capítulo final se transmitió el 15 de agosto de 2025, durando al aire 8 meses y 13 días, siendo reemplazado por la telenovela sucesora Eres mi bien.

## Sinopsis
Cuenta la historia de Santiago García (Nico Ponce), un hombre que estaba apunto de casarse y fue plantado en el altar por su novia, Pamela Chumbe (Andrea Luna). Cuando ella estaba a poco de ingresar, decidió huir junto a un hombre misterioso que apareció en una motocicleta, quien resultó ser su jefe y amante, Arturo Thompson (Javier Valdés), un millonario de avanzada edad. Ante la situación inesperada, su mejor amigo, Johnny Videla (Manuel Gold), decidió impulsar que Santiago obtenga una nueva oportunidad en el amor, así que le tomó una foto para la red social de citas Finder.Más allá de esto, lo que realmente lo catapultó para ser «el novio del Perú» fue la viralización en redes sociales de las imágenes de la fallida boda. El empresario Eduardo Salazar (Joaquín de Orbegoso) detectó una gran oportunidad de negocio en la desdichada situación del novio plantado, así que se contactó con él para proponerle que sea rifado como marido de mujeres solteras. En un principio, al dolido novio le pareció descabellada la idea, pero pensó que podía ser una buena forma de olvidar a Pamela y sacarle celos. Quien lo terminó de convencer, casi sin proponérselo, fue Isabela Thompson (Priscila Espinoza), una ejecutiva de marketing que recientemente se había comprometido con Eduardo y era la hija del acaudalado Arturo. A pesar de que Isabela estaba a puertas de casarse y Santiago no podía volverse a enamorar hasta que terminara la rifa, ellos dos empezaron a desarrollar una atracción difícil de controlar.

## Elenco

### Principales
- Nico Ponce como Santiago García Flores
- Priscila Espinoza como María Isabela Thompson Benavides
- Joaquín de Orbegoso como Eduardo Salazar Ganoza
- Andrea Luna como Pamela Chumbe Cruz
- Javier Valdés como Arturo Thompson
- Manuel Gold como Juan David «Johnny» Videla Martínez
- Laly Goyzueta como Beatriz «Betty» Cruz
- Urpi Gibbons como Vilma Flores Rossi
- Bruno Odar como César García
- Alejandro Tagle como Marcos García Flores
- Rodrigo López como Iván Chumbe Cruz
- Érika «Keki» Rojas como Génesis Márquez[6]
- Flor Castillo como Rosa Martínez
- Camila Ferrer como Mónica Olavarría
- Daniela Granda como Sara
- Adriana Salas como Alicia Aguilera
- Almudena García como Manuela Salazar

### Recurrentes e invitados especiales
- Homero Cristalli como él mismo
- Pilar Brescia como Stella Benavides[7]
- Emilio Montero como José Gregorio Márquez
- Martina Florencia como Camila «Cami» Torres
- Sasha Kapsunov como Lucas
- Claudia Berninzon como Olga
- Mariella Zanetti[8]
- Marcello Rivera como Alfonso Ortega
- Marcos García Tizón como Ramón
- Claudia Gil
- Kiara Cruz
- Giancarla Saavedra
- Raquel Hidalgo
- Carlos Vértiz como el doctor Carlos
- Giselle Collao como Patricia «Pachi»
- Carlos Thornton como Guillermo
- Lisette Gutiérrez
- Tatiana Rocha
- Terelu Chamorro como Ximena
- Carlos Cáceres
- María Angélica Sotomayor
- Edu Miasta como Juan Alberto
- Roberto Ruíz como Abel Romero
- Percy Díaz
- Tania López
- Lupita Mora
- Claudia Morales
- Carl Espinal como Mateo Acuña
- Paul Ramírez
- Víctor Florez
- Carlos Calle
- Christian Pacora
- Karina Pérez
- Alonso De Las Casas como Fabián

## Banda sonora
| Intérpretes                      | Temas                     | Personajes         | Actores                           |
| -------------------------------- | ------------------------- | ------------------ | --------------------------------- |
| Carlos Vives, Ricky Martin       | «Canción bonita»          | Tema principal     | Tema principal                    |
| Álvaro Rod                       | «Todo empezó»             | Tema principal     | Tema principal                    |
| Axel                             | «Tu calor»                | Santiago e Isabela | Nico Ponce y Priscila Espinoza    |
| Vanesa Martín                    | «Hábito de ti»            | Santiago e Isabela | Nico Ponce y Priscila Espinoza    |
| Piero Riccio                     | «Cómo fue»                | Santiago e Isabela | Nico Ponce y Priscila Espinoza    |
| Amy Gutiérrez                    | «Tú, mi debilidad»        | Santiago e Isabela | Nico Ponce y Priscila Espinoza    |
| Morat                            | «No hay más que hablar»   | Santiago y Pamela  | Nico Ponce y Andrea Luna          |
| Malabares                        | «Flor dormida»            | Santiago y Pamela  | Nico Ponce y Andrea Luna          |
| Bacilos                          | «Pasos de gigantes»       | Arturo y Pamela    | Javier Valdés y Andrea Luna       |
| Jeshua                           | «Un amor que termina así» | Arturo y Pamela    | Javier Valdés y Andrea Luna       |
| Sebastián Yatra, Myke Towers     | «Pareja del año»          | Marcos y Génesis   | Alejandro Tagle y Keki Rojas      |
| La Fabri-k y Paul B              | «Fantasy»                 | Marcos y Génesis   | Alejandro Tagle y Keki Rojas      |
| Elisa y Nicolás Chandía          | «Sin querer»              | Santiago y Alicia  | Nico Ponce y Adriana Salas        |
| Jeinson Manuel, Scarlet D'Carpio | «Nosotros»                | Santiago y Alicia  | Nico Ponce y Adriana Salas        |
| Jeinson Manuel, Ale Trujillo     | «Déjate querer»           | Johnny y Pamela    | Manuel Gold y Andrea Luna         |
| Melendi, Mau y Ricky             | «La boca junta»           | Arturo y Vilma     | Javier Valdés y Urpi Gibbons      |
| Marcos Llunas, Axel Llunas       | «Inolvidable»             | Arturo y Vilma     | Javier Valdés y Urpi Gibbons      |
| Ignacio Arocena                  | «Fuiste tú»               | Iván y Camila      | Rodrigo López y Martina Florencia |
| Piero Riccio, Kiara Franco       | «Por tu amor»             | Iván y Camila      | Rodrigo López y Martina Florencia |

## Versiones
- Pobre novio (2021-2022): Telenovela chilena. Protagonizada por Etienne Bobenrieth, Montserrat Ballarín y Diego Muñoz.

## Recepción
Pobre novio se estrenó el 2 de diciembre de 2024, el mismo día del estreno de la telenovela de la competencia Nina de azúcar de América Televisión. La ficción, en el día de su estreno, alcanzó los 6.1 puntos de rating, con picos superados de 8 puntos, según la encuesta de Kantar Ibope Media. Pese a lo sucedido, en una entrevista para el portal La República, Ponce afirmó que la producción no piensa en competir, sino en acoger a la audiencia y el compromiso con la telenovela.